# May Robson
May Robson, född 19 april 1858 i Melbourne, Australien, död 20 oktober 1942 i Queens, New York, var en australisk-amerikansk skådespelare. Robson var aktiv som teaterskådespelare från 1880-talet och medverkade senare i karriären i över 60 filmer. Robson blev Oscar-nominerad för sin roll som Apple Annie i filmen Lady för en dag 1933.

## Filmografi i urval
- 1927 – Chicago
- 1932 – Om jag hade en miljon
- 1932 – Den rödhåriga kvinnan
- 1933 – Lady för en dag
- 1933 – Middag kl. 8
- 1933 – Skönhet till salu
- 1935 – Anna Karenina
- 1935 – Hjärter i trumf
- 1936 – Hans fru och hans sekreterare
- 1937 – Skandal i Hollywood
- 1937 – Den fulländade mannen
- 1938 – Tom Sawyers äventyr
- 1938 – Ingen fara på taket
- 1938 – Fyra döttrar
- 1939 – Fyra fruar
- 1939 – De gjorde mig till brottsling
- 1942 – I skuggan av katedralen